# 餌取章男
餌取 章男（えとり あきお、1934年10月2日 - ）は、日本の科学ジャーナリスト、江戸川大学名誉教授。
東京出身。1958年東京大学教養学部卒、日本教育テレビ(NET、現テレビ朝日)、日本科学技術振興財団(現テレビ東京)で科学番組の制作、演出を担当した後、日本経済新聞社に移り『日経サイエンス』編集長。この間テレビ番組に出演し広く知られる。日経サイエンス取締役、三田出版会専務、江戸川大学社会学部教授、同エクステンションセンター所長、2005年定年、名誉教授。その間、東京大学先端科学技術研究センター客員教授、日本科学技術振興財団理事、科学技術館副館長。

## 著書
- 『最新科学ミニ辞典 先端知識がまるごとわかるパズル・200』（光文社、カッパ・サイエンス） 1986.8
- 『ちょっとトクする「たべもの」のはなし 食べ物をめぐる50の物語』（三田出版会） 1994.4
- 『ちょっとトクする「にんげん」のはなし 人間をめぐる50の物語』（三田出版会） 1994.4

### 共編著
- 『21世紀へのかけ橋』（相島敏夫共著、ポプラ社、人類の記録シリーズ） 1970
- 『生命に情報をよむ バイオホロニクスがえがく新しい情報像』（清水博対話、三田出版会、ソフトテクノロジーシリーズ） 1986.10
- 『技術社会の「かたち」を演出する システム工学がえがく技術と人間』（石井威望対話、三田出版会、ソフトテクノロジーシリーズ） 1989.8
- 『超電導は物理学を変えるか 21世紀を制するスーパーテクノロジー』（田中昭二対話、三田出版会、ソフトテクノロジーシリーズ） 1989.9
- 『メイキングオブハイテクニッポン 日本の産業をリードした13人の技術者』（編、三田出版会） 1995.11
- 『なぜ完全結晶を追究するのか 結晶の制御からオプトエレクトロニクスへ』（西沢潤一対話、三田出版会、ソフトテクノロジーシリーズ） 1996.7
- 『ナノテクノロジーの世紀』（菅沼定憲共著、ちくま新書） 2002.11

## 翻訳
- 『海と太陽とサメ』（ユージニ・クラーク、河出書房新社） 1972
- 『悪食のサル 食性からみた人間像』（ライアル・ワトスン、河出書房新社） 1974
- 『ホワイトホール 瞬時宇宙旅行は、必ず実現する』（A・ベリー、光文社、カッパ・ブックス） 1977.3
- 『生物時計 自然界の神秘なはたらき』（J・L・クラウズリー=トンプソン、同文書院、DBS cosmos library、おはなし生物学） 1981.6
- 『生命は宇宙から来た ダーウィン進化論は、ここが誤りだ』（F・ホイル、C・ウィックラマシンジ、光文社、カッパ・サイエンス） 1983.2

## メディア出演

### CM
- 大正製薬（1985年）
- 600 こちら情報部（NHK）金曜日の「なんでも相談」の科学分野回答者

## 参考
- http://bookweb.kinokuniya.co.jp/htm/4480059733.html
- http://scienceportal.jp/HotTopics/opinion/117.html